# Sainte-Marie (Doubs)
Sainte-Marie – miejscowość i gmina we Francji, w regionie Burgundia-Franche-Comté, w departamencie Doubs.
Według danych na rok 1990 gminę zamieszkiwało 678 osób, a gęstość zaludnienia wynosiła 95 osób/km² (wśród 1786 gmin Franche-Comté Sainte-Marie plasuje się na 241. miejscu pod względem liczby ludności, natomiast pod względem powierzchni na miejscu 629.).